# Лободин, Иван Иванович
Иван Иванович Лободин (1900—1941) — советский офицер, участник Гражданской и Великой Отечественной войн. Герой Советского Союза (5.05.1942, посмертно). Подполковник (1941).

## Биография
Родился 24 марта 1900 года в селе Старая Порубежка (ныне Пугачёвского района Саратовской области). Русский.
В Красной Армии служил с мая 1918 года. Член РКП(б) с 1919 года. Активный участник Гражданской войны. Воевал в боях в качестве красноармейца, командира взвода и кавалерийского эскадрона в составе 25-й Чапаевской стрелковой дивизии. Был тяжело ранен в 1919 году под Лбищенском. Участвовал в боях против польской армии в 1920 году.
В 1921 году окончил дивизионную школу младшего комсостава и Высшие военно-политические курсы в Киеве (1923). В 1921 году воевал против отрядов Н. И. Махно и Ю. О. Тютюнника на Украине. В середине 1920-х годов воевал против басмачей в Средней Азии, будучи командиром эскадрона и политруком 79-го кавалерийского полка 7-й отдельной туркестанской кавалерийской бригады, в январе 1926 года проявил особый героизм в боях с басмачами Ибрагим-бека в предгорьях Бабатага. За это был награждён орденом Красного Знамени. Командовал эскадронами в 88-м, 81-м и 79-м кавалерийских полках в Туркестане до 1934 года.
Вторым орденом Красного Знамени был награждён в 1932 году за подвиги при окончательном разгроме банд басмачей Ибрагим-бека и личное участие в его пленении в мае-июне 1931 года.
Дважды окончил кавалерийские курсы усовершенствования командного состава Северо-Кавказского военного округа (1928, 1935). В 1935 году переведён в Белорусский военный округ. В 1940 году был помощником командира 107-го кавалерийского полка и помощником начальника военно-конного завода имени 1-й Конной армии (Зерноградский район Ростовской области). С октября 1940 года И. И. Лободин был начальником военно-конного завода № 157 имени С. М. Кирова (Малокарачаевский район, Карачаевская автономная область).
Окончил высшие военно-политические курсы в городе Киеве. С началом Великой Отечественной войны ему было поручено сформировать 179-й кавалерийский полк в Северо-Кавказском военном округе в районе Армавира, затем во главе этого полка убыл на фронт.
Участник Великой Отечественной войны с лета 1941 года. Командовал 179-м кавалерийским полком 66-й кавалерийской Армавирской дивизии. Осенью 1941 года сражался на Южном фронте.
Командир полка подполковник И. И. Лободин проявил исключительный героизм в ходе Донбасско-Ростовской оборонительной операции.
17 октября 1941 года полк под Самбеком (Неклиновский район Ростовской области) прикрывал выход из боя 31-й стрелковой дивизии. В результате решительных и умелых действий подполковника Лободина, правильной расстановки огневой силы, личного участия командира в боевых действиях на передовой линии полк успешно выполнил поставленную задачу. 20 октября 1941 года 179-й кавалерийский полк занял оборону западнее хутора Копани (Неклиновский район Ростовской области). В течение 20 октября противник 6 раз переходил в наступление, но полк Лободина выдержал атаки вражеских танков. 17 танков были выведены из строя. Во второй половине дня около 20 танков врага прорвались к командному пункту полка и смогли его уничтожить. Подполковник Лободин вёл бой из ручного пулемёта и погиб, отстреливаясь от фашистов из автомата (по ряду публикаций, бросившись в рукопашную схватку после того, как расстрелял все патроны); по наградному листу и основанным на нём публикациях — в этом бою в тяжелораненом состоянии был захвачен в плен и заживо сожжён).
Указом Президиума Верховного Совета СССР «О присвоении звания Героя Советского Союза начальствующему и рядовому составу Красной Армии» от 5 мая 1942 года за «образцовое выполнение боевых заданий командования на фронте борьбы с немецкими захватчиками и проявленные при этом отвагу и геройство» удостоен посмертно звания Героя Советского Союза.
Был похоронен в хуторе Садки Неклиновского района Ростовской области.

## Награды
- Герой Советского Союза (5.05.1942)
- Орден Ленина (5.05.1942)
- Два ордена Красного Знамени (7.09.1927, 28.07.1932)[11]
- Орден Трудового Красного Знамени Таджикской ССР (28.05.1932)[12]
- Юбилейная медаль «XX лет Рабоче-Крестьянской Красной Армии» (22.02.1938)

## Память
- Мемориальная доска в память о Лободине установлена Российским военно-историческим обществом на здании средней общеобразовательной школы с. Старая Порубежка, где он учился.
- Бюст И. И. Лободина установлен на Аллее Героев в Черкесске.
- Бюст И. И. Лободина установлен в г. Пугачёв.
- В центре села Покровское Неклиновского района на Аллее Героев установлен бюст И. И. Лободина.
- Одна из улиц села Старая Порубежка названа его именем.
- Именем Лободина названа улица в г. Черкесске Карачаево-Черкесской республики. С 1948 года Черкесск стал родным городом для семьи Ивана Ивановича[13].
- В хуторе Садки Неклиновского района Герою Советского Союза И. И. Лободину установлена мемориальная плита (2015), а у входа в здание управления Конного завода — мемориальная доска (1969).
- В Неклиновском районе Советинская средняя школа носит имя Героя Советского Союза Ивана Ивановича Лободина, а на здании школы установлена мемориальная доска (2005).[14]